# Eilema simplex
Eilema simplex är en fjärilsart som beskrevs av Walker 1862. Eilema simplex ingår i släktet Eilema och familjen björnspinnare. Inga underarter finns listade i Catalogue of Life.